# بارن (شركة)
بارن أو بارنز (بالإنجليزية: Barns)‏ أو بارن كافيه هي شركة سعودية متخصصة بتقديم القهوة. افتتح أول محل في جدة عام 1992م ومن ذلك الوقت بدأت في التوسع والانتشار في مدن المملكة العربية السعودية وهي غالباً تكون على شكل أكشاك صغيرة، وتتواجد بكثرة في محطات الوقود. ومن أشهر المنتجات: كابتشينو، قهوة تركية، وميكاتو، شاي، لاتيه.

## وصلات خارجية
- بارنز- الموقع الرسمي.